# Хиртен
Хиртен (нем. Hirten) — община в Германии, в земле Рейнланд-Пфальц. 
Входит в состав района Майен-Кобленц. Подчиняется управлению Фордерайфель.  Население составляет 250 человек (на 31 декабря 2010 года). Занимает площадь 2,51 км².
Коммуна подразделяется на 2 сельских округа.